# 汪大燮內閣
汪大燮內閣成立於民國11年（1922年）11月29日，結束於民國11年（1922年）12月11日。
汪大燮成為國務總理，是因為黎元洪大總統利用總統特權提出；汪大燮內閣的閣員也是黎元洪提名的，而內閣名單一出台，就惹來曹錕、吳景濂、張伯烈等人的反對，因為汪大燮、許世英、高恩洪等都與羅文幹案關係密切。
曹錕的反對聲明再一次得到各地都督的相應，使汪大燮進退兩難，內閣閣員紛紛托辭不肯赴任，最後只有兩名閣員出席，其它各部均由次長代理。吳佩孚也再一次為羅案而通電認錯。
12月5日，眾議院通過決議案查辦高恩洪、羅文幹涉嫌舞弊瀆職受賄一案；黎元洪也通電解釋組織汪大燮內閣是為了讓接收青島時可以有國務總理的副署，並且表示同意由津保派的張紹曾組閣。
12月11日，汪大燮請辭。他本來只和黎元洪約定10日的總理期限，由於短短10日內受到各方不斷的非難，屆滿之後，汪不肯延期，他敦請王正廷代理總理職務。

## 內閣成員
| 職位     | 姓名   | 備注                           |
| -------- | ------ | ------------------------------ |
| 國務總理 | 汪大燮 |                                |
| 國務總理 | 王正廷 | 代理，兼任，1922年12月11日開始 |
| 外交總長 | 王正廷 |                                |
| 內務總長 | 高凌霨 | 兼任                           |
| 財政總長 | 汪大燮 | 兼任                           |
| 陸軍總長 | 張紹曾 |                                |
| 海軍總長 | 李鼎新 |                                |
| 司法總長 | 許世英 |                                |
| 教育總長 | 彭允彝 |                                |
| 農商總長 | 李根源 |                                |
| 交通總長 | 高恩洪 |                                |